# Зедеа
Зедеа (арм. Զեդեա) — село в Вайоцдзорской области Армении.

## География
Село расположено в южной части марза, у подножия Даралагезского хребта, на расстоянии 17 километров к юго-востоку от города Ехегнадзор, административного центра области. Абсолютная высота — 1650 метров над уровнем моря.
Климат
Климат характеризуется как умеренно холодный, влажный (Dfb в классификации климатов Кёппена). Среднегодовая температура воздуха составляет 8,7 °C. Средняя температура самого холодного месяца (января) составляет −4,2 °С, самого жаркого месяца (июля) — 20,8 °С. Расчётная многолетняя норма атмосферных осадков — 404 мм. Наибольшее количество осадков выпадает в мае (69 мм).

## Население
| Год переписи | Население          | Население          | Население          | Население            | Население            | Население            |
| Год переписи | Наличное население | Наличное население | Наличное население | Постоянное население | Постоянное население | Постоянное население |
| Год переписи | Всего              | Мужчины            | Женщины            | Всего                | Мужчины              | Женщины              |
| ------------ | ------------------ | ------------------ | ------------------ | -------------------- | -------------------- | -------------------- |
| 2001         | 160                | 75                 | 85                 | 167                  | 75                   | 92                   |
| 2011         | 137                | 62                 | 75                 | 141                  | 61                   | 80                   |

| Год  | Численность | Численность |
| ---- | ----------- | ----------- |
| 1831 | 67          | [ 8 ]       |
| 1873 | 224         | [ 9 ]       |
| 1897 | 324         | [ 8 ]       |
| 1926 | 148         | [ 8 ]       |
| 1939 | 311         | [ 8 ]       |
| 1959 | 188         | [ 8 ]       |
| 1970 | 239         | [ 8 ]       |
| 1979 | 263         | [ 8 ]       |
| 2001 | 167         | [ 8 ]       |
| 2011 | 141         | [ 10 ]      |